# Une semaine de bonté
Une semaine de bonté ou Les sept éléments capitaux est un « roman-collage » surréaliste de Max Ernst, publié en cinq fascicules entre avril et décembre 1934 par la galeriste Jeanne Bucher, à Paris.

## Genèse

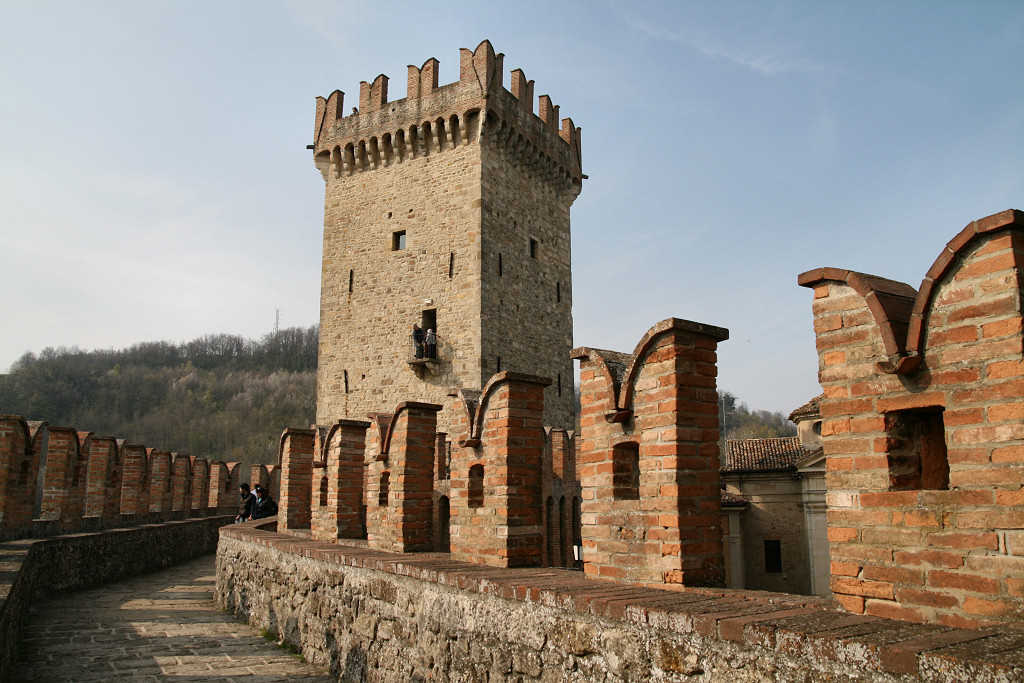
où Max Ernst séjourne en août 1933.

Max Ernst a déjà réalisé deux romans-collages : La Femme 100 têtes (1929) et Rêve d'une petite fille qui voulut entrer au Carmel (1930). Lors d'un séjour de trois semaines en août 1933 à Vigoleno (it), en Italie, chez Maria Ruspoli, duchesse de Gramont, il découpe des illustrations provenant de différents livres puis les assemble en collages. Une autre invitée de la maison, Valentine Hugo, réveillée par le bruit « bruit bizarre et assez régulier » des ciseaux de l'artiste, a raconté ces souvenirs trente ans plus tard : 
Dans cette chambre était Max Ernst. Par la porte fermée, un petit claquement métallique résonnait sèchement. Je ne comprenais pas, mais je compris le jour où, feuilletant un gros livre en très mauvais état pris dans une bibliothèque — c'était Le Paradis perdu avec les grandes images de Gustave Doré — je m'aperçus que les gravures étaient pour la plupart détachées et de grands morceaux découpés. 
Le travail sur les collages s’est poursuivi dans le sud de la France, chez Valentine et Roland Penrose. C’est sans doute lors de ce séjour que le peintre britannique s’est engagé à financer la publication.

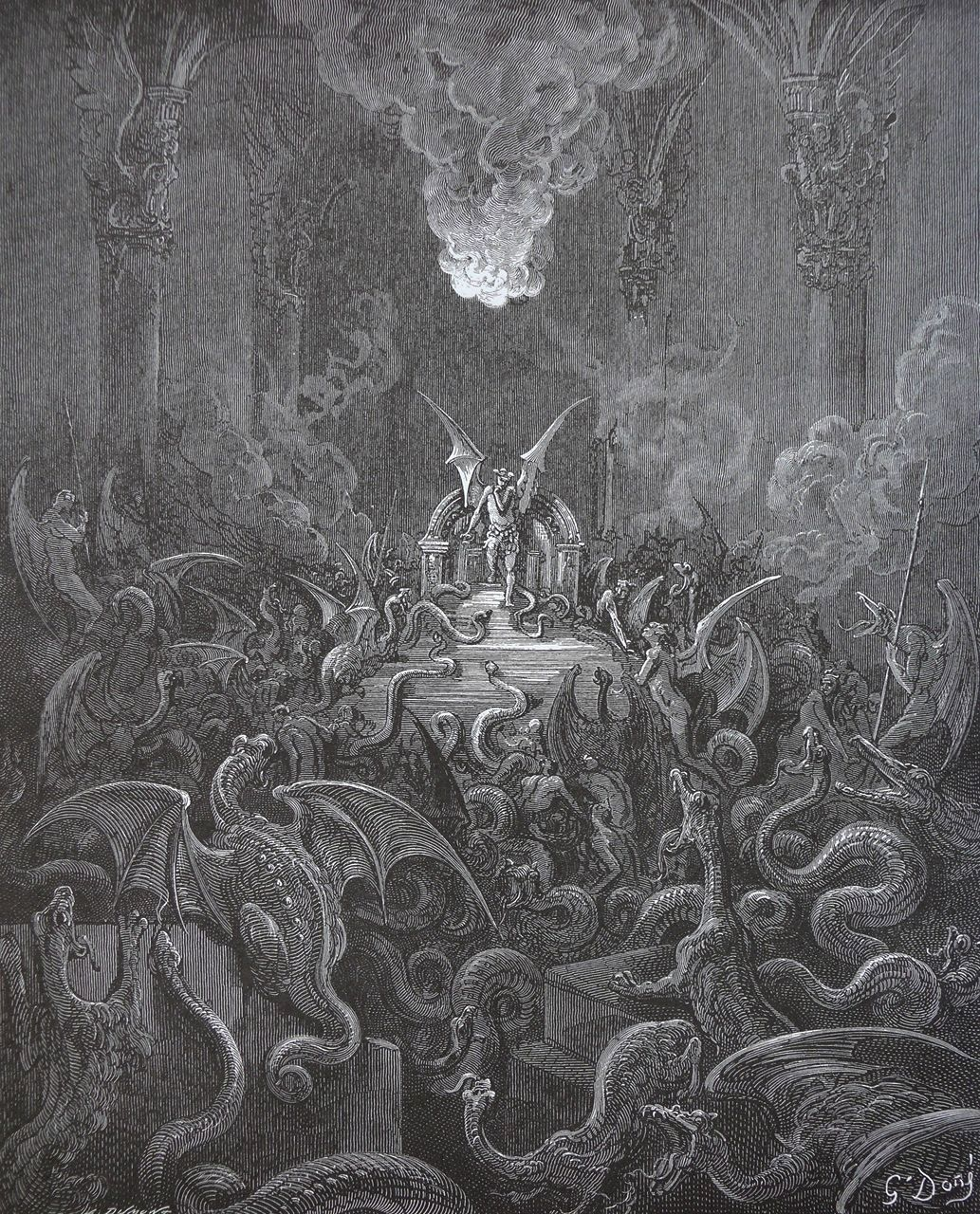
Une des gravures de Gustave Doré pour Le Paradis Perdu de John Milton utilisées par Max Ernst.

Parmi les gravures sur bois ayant servi de sources à l'artiste, le spécialiste Werner Spies a notamment pu identifier des romans-feuilletons des années 1880 comme Les Damnées de Paris de Jules Mary, ou Martyre ! , d'Adolphe d’Ennery, mais bien des détails sont empruntés à des publications de vulgarisation scientifique de la même époque (comme les  femmes atteintes de crises d'hystérie, d'après des photographies prises par Jean-Martin Charcot à l'Hôpital de la Salpêtrière), ou encore aux gravures de Gustave Doré pour Le Paradis perdu de Milton.

## Publication
182 des collages réalisés par Max Ernst à l’été 1933 sont sélectionnés et photographiés, puis publiés en cinq cahiers entre avril et décembre 1934 par la galeriste parisienne Jeanne Bucher. Chaque cahier, tiré à 800 exemplaires, comporte une couverture de couleur spécifique, et le seul texte est constitué par les titres (comportant un jour de la semaine, un « élément » et un « exemple ») et les épigraphes.
Alors qu’exposée, chaque planche révèle l’hétéroclite de sa composition par les différentes teintes de papier des éléments découpés , la photographie et l’impression écrasent délibérément ces indices, et Max Ernst a pris soin de masquer les jointures comme les signatures des dessinateurs et graveurs .
Les épigraphes sont des citations d’amis dada et surréalistes de Max Ernst (Jean Arp, André Breton ou Paul Éluard, Benjamin Péret, Tristan Tzara), mais aussi de leurs précurseurs issus du romantisme frénétique (Pétrus Borel) ou du symbolisme (Alfred Jarry, Marcel Schwob), voire de fous littéraires, comme le Vicomte de Permission.

À l'origine, la série devait être publiée en six livrets, mais face aux faibles ventes des quatre premiers, Jeanne Bucher convainquît Max Ernst de rassembler les trois derniers jours en un seul volume, comme elle l'écrit dans sa correspondance avec Roland Penrose :
Après avoir bien réfléchi, je sens que nous nous devons à nous-mêmes d’aller jusqu’au bout, car, si nous ne pouvons espérer couvrir nos frais, du moins sera-t-il possible de vendre des ouvrages entiers, tandis que ce sera impossible si nous n’avons qu’un ouvrage inachevé.

### Structure des cahiers
| Volume           | Couleur du livret | Jour de la semaine             | Élément | Exemple            |
| ---------------- | ----------------- | ------------------------------ | ------- | ------------------ |
| Premier livret   | Violet            | Dimanche                       | La boue | Le lion de Belfort |
| Deuxième livret  | Vert              | Lundi                          | L'eau   | L'eau              |
| Troisième livret | Rouge             | Mardi                          | Le feu  | La cour du dragon  |
| Quatrième livret | Bleu              | Mercredi                       | Le sang | Œdipe              |
| Cinquième livret |                   |                                |         |                    |
| Jaune            |                   |                                |         |                    |
| Jeudi            | Le noir           | Le rire du coq L'île de Pâques |         |                    |
| Vendredi         | La vue            | L'intérieur de la vue          |         |                    |
| Samedi           | Inconnu           | La clé des chants              |         |                    |

## Expositions

### Première exposition (1936)
Les collages originaux sont exposés pour la première fois au Museo de Arte Moderno en mars 1936 à l'initiative de Paul Éluard, à l'exception de cinq planches, probablement jugées indécentes,.

### Seconde exposition (2008-2009)
Rachetée par Daniel Filipacchi au travers de sa société « Isidore Ducasse Foundation »,, la collection n'est plus présentée au public jusqu'en 2008, date à laquelle Werner Spies parvient à convaincre la fondation de lui prêter les œuvres pour une série d'expositions passant à l'Albertina de Vienne du 20 février au 27 avril 2008, au musée Max Ernst (de) à Brühl du 10 mai au 7 septembre 2008, à la Kunsthalle de Hambourg du 19 septembre 2008 au 11 janvier 2009, à la Fundación cultural MAPFRE de Madrid du 11 février au 31 mai 2009 et au musée d'Orsay de Paris du 30 juin au 13 septembre 2009. La presse française est enthousiaste à la redécouverte des collages : pour Beaux Arts magazine, « si, du surréalisme, il ne fallait retenir qu'une œuvre, ce serait celle-là ».

## Film documentaire
Le film documentaire en noir et blanc de 18 minutes Une semaine de bonté ou les sept pêchés capitaux, réalisé par Jean Desvilles en 1961, met en scène l'œuvre de l'artiste.

## Publications

### Éditions modernes
- Une semaine de bonté, Paris, Éditions Prairial, 2024, 240 p. (ISBN 979-10-93699-28-8)
- Une semaine de bonté, Paris, Pauvert, 1978 (1re éd. 1963), 225 p. (ISBN 0-486-23252-2)
- (en) Une semaine de bonté : a surrealistic novel in collage, New York, Dover Publications, 1976, 208 p. (ISBN 2-7202-0146-4, lire en ligne)

### Catalogues d'exposition
- Werner Spies (dir.), Une semaine de bonté : les collages originaux, Paris, Gallimard/Fundación Mapfre-Musée d'Orsay, 2009, 320 p. (ISBN 978-2-07-012618-7)

### Articles et analyses
- Werner Spies (trad. Éliane Kaufholz-Messmer), Max Ernst : les collages, inventaires et contradictions, Gallimard, 1984 (ISBN 2-07-011082-6)

- Ines Lindner, Ursula Moureau-Martini (dir.), Julia Drost (dir.) et Nicolas Devigne (dir.) (trad. de l'allemand par Aurélie Le Née), Max Ernst, l'imagier des poètes, Paris, PUPS, mars 2008, 304 p. (ISBN 978-2-84050-575-4, lire en ligne), « Économie technique et effets surréels : stratégies de montage dans Une semaine de bonté », p. 129-144

- François Albera, « Exposition au Musée d'Orsay. Une semaine de bonté de Max Ernst : « la robe déchirée du réel… » », 1895, no 58,‎ 2009, p. 128-137 (ISSN 0769-0959, lire en ligne)

- Henri Bordes, « Aux Sources d’Une semaine de bonté – roman-collage de Max Ernst », dans Le splendide XIXe siècle des surréalistes (colloque organisé par le Musée d'Orsay et le Centre allemand d'histoire de l'art, Paris, 25-26 juin 2009), Presses du reel, coll. « Œuvres en sociétés », 2014 (ISBN 978-2-84066-641-7), p. 85-107

- Paul Gravett (dir.), « De 1930 à 1949 : Une semaine de bonté », dans Les 1001 BD qu'il faut avoir lues dans sa vie, Flammarion, 2012 (ISBN 2081277735), p. 86.